# Néophyte de Bulgarie
Néophyte de Bulgarie (en bulgare Неофит Български, Neofit Bălgarski), né Simeon Nikolov Dimitrov (Симеон Николов Димитров) le 15 octobre 1945 à Sofia (royaume de Bulgarie) où il meurt le 13 mars 2024, est le patriarche de l'Église orthodoxe bulgare du 24 février 2013 à sa mort.

## Biographie

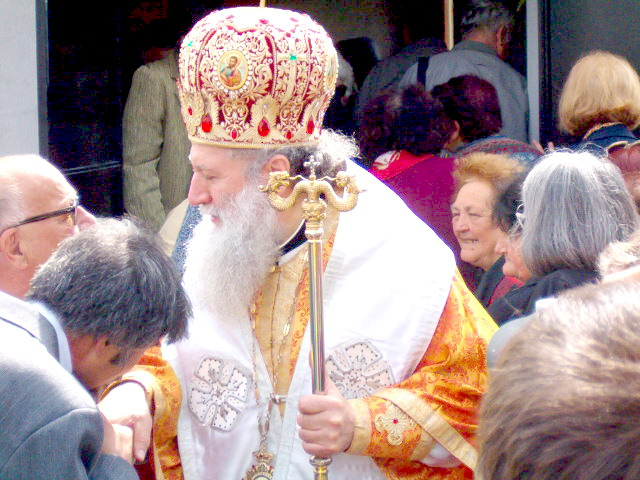
En 2005.